# Larré, Morbihan
Larré (bretonska: Lare) är en kommun i departementet Morbihan i regionen Bretagne i nordvästra Frankrike. Kommunen ligger i kantonen Questembert som tillhör arrondissementet Vannes. År 2022 hade Larré 1 102 invånare.

## Befolkningsutveckling
Antalet invånare i kommunen Larré
| Referens: INSEE |